# إيغور أوليفيرا دا سيلفا
إيغور أوليفيرا دا سيلفا (بالبرتغالية: Igor Oliveira da Silva‏) المعروف باسم إيغور (ولد في 28 أغسطس 2000 في البرازيل) لاعب كرة قدم برازيلي يجيد اللعب في مركز المهاجم. يلعب حاليا لصالح الأهلي البحريني منذ 2022.

## المسيرة الرياضية

### الأندية
بدأ مسيرته الرياضية في سبورت ريسيفي البرازيلي. في موسمه الأول 2018 وفي بطولة دوري الدرجة الأولى لولاية بيرنامبوكو ساهم في وصول فريقه إلى الدور النصف النهائي عندما خسر من المركزي 0-1. وفي بطولة دوري الدرجة الأولى ساهم في احتلال فريقه المركز الثامن عشر برصيد 39 نقطة من 38 مباراة بفارق أربع نقاط عن منطقة الأمان وبالتالي الهبوط إلى الدرجة الثانية.
في موسمه الثاني 2019 وفي بطولة دوري الدرجة الأولى لولاية بيرنامبوكو ساهم في تتويج فريقه بالبطولة بعدما تغلب في المباراة النهائية على ناوتيكو بركلات الترجيح بعد تعادلهما 2-2 في مجموع المباراتين ليحقق إيغور أولى بطولاته الشخصية. وفي بطولة دوري الدرجة الثانية ساهم في احتلال فريقه المركز الثاني برصيد 68 نقطة من 38 مباراة وبالتالي الصعود إلى الدرجة الأولى.
في موسمه الثالث 2020 وفي بطولة دوري الدرجة الأولى لولاية بيرنامبوكو فشل في التأهل إلى الدور الثمن النهائي بعدما احتل المركز السابع في الدور الأول برصيد 11 نقطة من 9 مباريات. وفي بطولة دوري الدرجة الأولى ساهم في احتلال فريقه المركز الخامس عشر برصيد 42 نقطة من 38 مباراة بفارق نقطة واحدة عن منطقة الهبوط.
في موسمه الرابع والأخير 2021 وفي بطولة دوري الدرجة الأولى لولاية بيرنامبوكو ساهم في وصول فريقه إلى المباراة النهائية عندما خسر من ناوتيكو بركلات الترجيح بعد تعادلهما 2-2 في مجموع المباراتين.
في 20 يوليو 2021 انتقل إيغور من سبورت ريسيفي إلى المالكية البحريني في صفقة انتقال حر. في موسمه الوحيد 2021-2022 وفي بطولة دوري الدرجة الثانية ساهم في حصد فريقه 14 نقطة من 9 مباريات. وفي بطولة كأس ملك البحرين خرج فريقه من الدولة الأولى عندما حسر في الدور الثمن النهائي من المحرق 1-3.
في 18 يناير 2022 انتقل إيغور من المالكية إلى البحرين البحريني في صفقة انتقال حر. في موسمه الوحيد 2021-2022 وفي بطولة دوري الدرجة الثانية ساهم في احتلال فريقه المركز الثاني برصيد 38 نقطة من 18 مباراة فصعد إلى الدرجة الممتازة. وفي بطولة كأس الاتحاد البحريني ساهم في وصول فريقه إلى الدور النصف النهائي عندما خسر من الحد 0-2.
في 1 أغسطس 2022 انتقل إيغور من البحرين إلى الأهلي البحريني في صفقة انتقال حر.

## الإنجازات
- سبورت ريسيفي
  - دوري الدرجة الأولى لولاية بيرنامبوكو (1): 2019